# Reial Monestir de les Religioses Saleses (Oriola)
El Reial Monestir de la Visitació de Santa Maria està situat al centre del nucli històric de la ciutat d'Oriola, declarada Conjunt Històric pel Decret 845 de 1969, sobre el marge esquerre del riu Segura. És un edifici de gran volum, l'impacte del qual en la silueta de la població és característic. Posseeix un gran interés tant històric per ser l'última gran fundació de la monarquia espanyola en la diòcesi d'Oriola, baluard a principis del segle xix del carlisme, com arquitectònic, ja que ens trobem amb un edifici religiós d'estil neoclàssic de gran qualitat i únic en el seu estil en tota la comarca. A més, posseeix una col·lecció pictòrica de gran qualitat, signada pel pintor de cambra Vicent López i Portaña, encarregada expressament per a la decoració interior de l'església i compta també amb la col·laboració d'altres importants artistes del moment.

## Cronologia
El Reial Monestir de la Visitació de Santa Maria va ser fundat sota la protecció dels infants d'Espanya Carles Maria Isidre de Borbó i la seua esposa, Maria Francesca de Portugal, qui va dirigir les obres. A més, el seu impulsor i participant actiu va ser el bisbe d'Oriola, Félix Herrero Valverde. La construcció es va començar a principis del segle xix i va concloure en 1832.
El patronatge d'aquests infants en aquesta ciutat va ser a causa que Oriola va ser acèrrima reialista, partidària de la successió al tron de don Carles i seu de nombrosos moviments en pro del carlisme. El suport del bisbe oriolà don Félix a aquest bàndol, participant actiu en les guerres carlistes, va comportar el seu desterrament a Roma i va crear un conflicte diplomàtic amb els Estats Pontificis, que es va solucionar i es va permetre tornar al bisbe a la ciutat amb la signatura d'un concordat entre els dos països.
La nova església es va construir sota la direcció tècnica de l'arquitecte fra Antoni de Benimassot, llec caputxí, anomenat al segle don Francisco Canet, autor també de la resta de les reformes de l'edifici. Aquest arquitecte va tindre la col·laboració d'un arquitecte, fins ara desconegut, que va ser enviat pels infants fundadors des de Madrid, tal com consta en la correspondència d'aquests amb les monges fundadores.
Aquest edifici va ser alçat en el lloc que havien ocupat els jesuïtes i on s'impartien classes de la Universitat d'Oriola, fundada en 1569, tals com la Càtedra de Gramàtica i la de Retòrica, a més d'altres ensenyaments com Filosofia i Teologia. Després de l'expulsió d'aquells pel rei Carles III, es va decidir donar a l'edifici el mateix ús amb la finalitat que es convertira en una escola per a xiquetes de la ciutat d'Oriola i la seua diòcesi. Tal com indica Madoz, va ser demolida l'església existent, que s'havia alçat entre 1768 i 1772, i remodelades les seues naus.
El 19 d'octubre de 1825, Ferran VII va donar el seu permís a la nova fundació i va acceptar ser l'únic patró del monestir. L'església va ser consagrada el 2 de maig de 1832. En 1837, el govern va suprimir el convent i el va traslladar a Madrid. El monestir va ser donat en arrendament a una persona particular que el va conservar adequadament.
En 1844, la seua senyoria el senyor de l'Il·lustre Solar de Tejada d'Oriola, l'hisendat don Matías Sorzano Najera va adquirir a l'Estat aquest edifici de la Reial Visitació d'Oriola, que havia estat confiscat amb motiu de la desamortització, i el va donar a les monges saleses que l'havien abandonat el 9 de maig de 1837. D'altra banda, Elías Tormo, en la seua «Guía Levante», de l'any 1923, es refereix a les saleses indicant l'existència de diverses peces, mobles, quadres i escultures.
El gener de 2013, les Religioses Saleses van deixar el Monestir de la Visitació de la ciutat d'Oriola, que havien habitat durant quasi dos segles, a causa de l'escassesa de noves vocacions i l'envelliment de la comunitat. Amb aprovació de la Santa Seu, la comunitat d'Oriola es fusionava amb el Primer Monestir de la Visitació de Madrid.
Des d'aleshores, ha sigut desig de la Diòcesi, amb el seu bisbe al capdavant, que aquest monestir fora ocupat per una altra comunitat religiosa. Així, es va dur a terme durant aquest temps la cura i manteniment tant de l'església i del Monestir de la Visitació, com de tots els objectes de culte que posseeix.
Aquesta congregació religiosa va ser fundada al Perú pel sacerdot jesuïta Pare Pablo Menor Menor, natural de Villena, en el seu afany de promoure les vocacions a la vida religiosa i a la santedat. En aquests moments, Pro Ecclesia Sancta té comunitats en diferents diòcesis del seu país d'origen, el Perú, als Estats Units i a l'Equador.
A Madrid hi va arribar una primera branca masculina l'any 2000. A més, el Monestir de les Saleses d'Oriola va tornar a ser habitat per religioses, ja que el bisbe de la Diòcesi d'Oriola-Alacant, monsenyor Jesús Murgui, va donar la benvinguda el 6 de gener de 2018 a les 6 religioses que resideixen al Reial Monestir de la Visitació de Santa Maria d'Oriola. La nova comunitat religiosa és la branca femenina de "Pro Ecclesia Sancta" que resideix al monestir, tradicionalment conegut com Les Saleses i donen suport la pastoral de la Catedral d'Oriola i del col·legi Oratori Festiu de la ciutat.

## Descripció de l'immoble

### Monestir
L'edifici s'assenta en una parcel·la d'uns 5.800 m² de superfície, dels quals el conjunt edificat ocupa uns 2.300 m². La resta és ocupada per un jardí amb un gran aljub per al seu reg i el claustre quadrat. El conjunt s'articula al voltant d'aquest amb tres naus de tres plantes cadascuna i l'església en el seu costat nord.
Cada costat del pati té cinc obertures. A la planta baixa està resolt mitjançant pòrtics de pilars de secció rectangular amb una pilastra adossada de fust llis i capitell d'ordre dòric, i entre ells, arcs de mig punt. Aquest nivell està construït en carreu.
Per damunt queden els pisos superiors, només un en l'orientació septentrional, al costat de l'església, els quals estan construïts en mamposteria revocada amb morter de calç. En aquestes façanes, que recauen al pati, predomina clarament el massís sobre el buit, on s'obrin obertures aplomades amb la clau dels arcs de la planta baixa.
El pati està pavimentat mitjançant pastilla quadrada del tipus denominat pinyolet, al centre del qual se situa el pou. Des del claustre en planta baixa s'accedeix a diverses dependències, sales de visites, cuina i refectori i església. En l'ala sud de la planta baixa se situen les dependències de visites.
La cantonada nord-oest alberga la capella privada així com el cor baix per a ús de les monges des de la clausura. Aquesta és de planta rectangular amb un costat de menor dimensió tangent al lateral del presbiteri, amb la finalitat d'assistir als serveis religiosos.
Aquesta capella està resolta mitjançant murs de càrrega en els quals s'obrin obertures conformades per columnes lleugerament exemptes de les parets.
Això dona origen a un interessant ritme de massissos i buits, plànols llisos i cilíndrics. Allí es disposa el cor que ocupen els membres de la comunitat.
L'escala principal es troba al cantó nord-est i és tangent i externa als andadors. Té planta rectangular, està resolta en trams d'anada i tornada, i va ser construïda en pedra grisa. Aquesta escala podria haver pertangut al primitiu edifici jesuïta. Una segona escala de caràcter secundari queda situada en l'ala de ponent.
Actualment, s'ha instal·lat un ascensor al cantó sud-oest del pati. L'obra de l'ascensor és d'obra de paleta, sense buits, la qual cosa suposa un afegit poc acurat envers l'arquitectura del conjunt arquitectònic del claustre.
A les plantes superiors es troben les cel·les i estances de les monges, amb els passadissos de circulació que alternen tots dos en la seua vinculació al pati, a la recerca de l'orientació solar més favorable.
El cos situat a migdia va tindre inicialment dues plantes, que va ser recrescut amb una superior, tal com evidencia la presència de la cornisa original, que es conserva entre les dues plantes altes.
Els accessos a l'edifici es troben en la façana de llevant, un dels quals serveix d'accés a les dependències de les monges i un altre és el corresponent a la portada de l'església.
Destaquen les seues originals fusteries i detalls de les seues serralleries, tant de portes com de finestres, així com la rajoleria del segle xviii, existent en nombroses habitacions i xicotets altars distribuïts per les plantes.

### Església de la Visitació

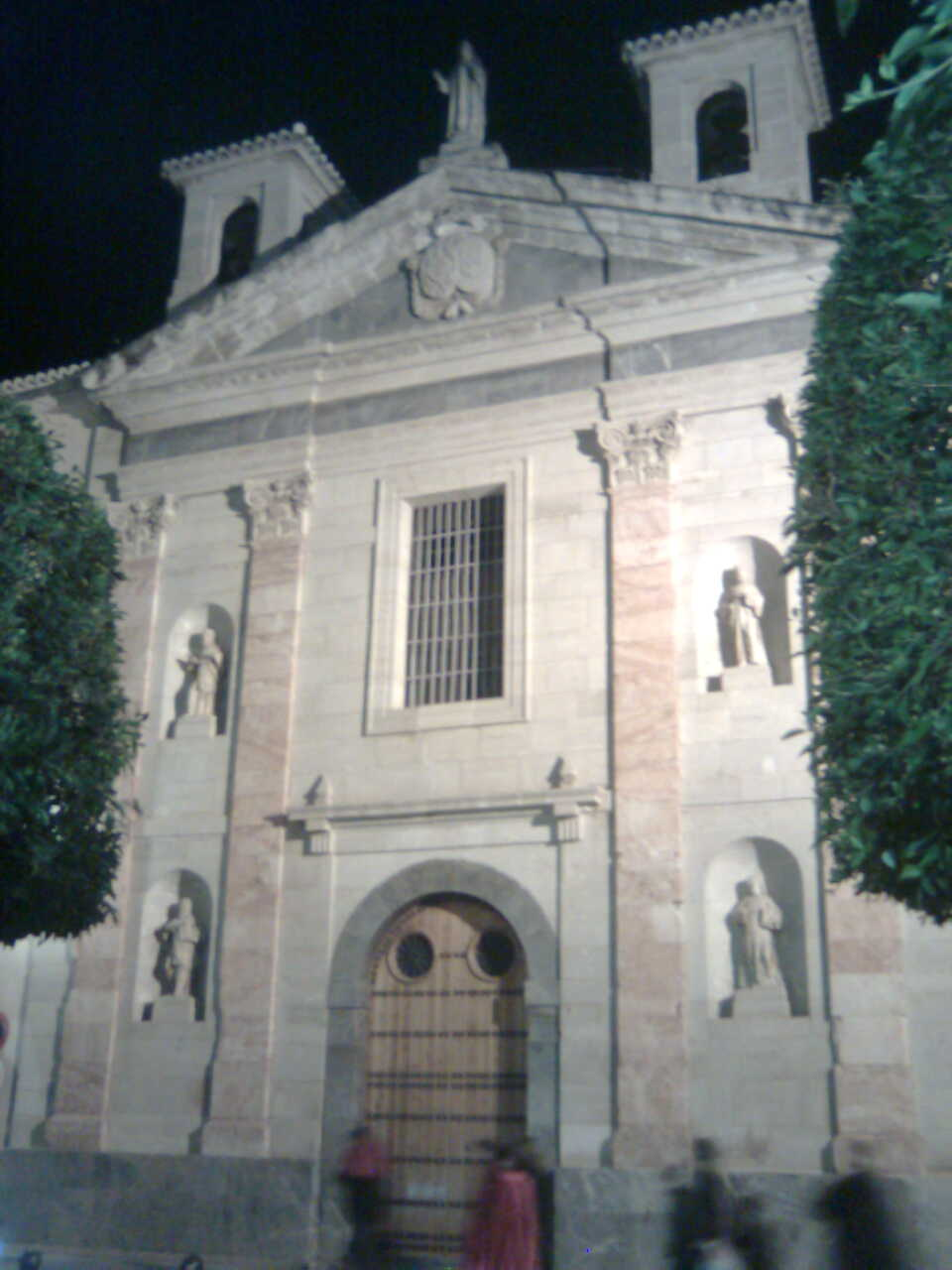
Església de la Visitació.

Va ser projectada de conformitat als patrons del neoclassicisme, tal com van ser divulgats per les Acadèmies de Belles arts.
Es tracta d'un temple de planta de creu llatina, amb nau única, formada per quatre trams contigus, amb capelles laterals configurades per mitjà de lleus reenfonsats en els murs i el ressalt de les semicolumnes d'orde paladià, que a més sostenen una cornisa que recorre tot el temple, excepte en l'imafront i separa la volta que cobreix la nau dels murs de l'edifici. Aquesta volta és de mig canó amb llunetes i arcs faixons.
Les capelles laterals tenen altars de marbre roig i sobre els mateixos destaquen els llenços de Vicent López, emmarcats per pilastres acanalades, daurades i coronades per querubins, que sostenen sobre els seus caps la cornisa, en la qual recau una làurea amb decoració floral encintada, que varia en cadascun dels altars, la qual tanca en el seu interior els símbols dels sants als que estan dedicats.

#### Creuer
El creuer presenta un transsepte de gran profunditat, que configura la nau secundària transversal. L'encreuament de les dues naus està resolt mitjançant volta amb petxines, que en l'exterior es cobreix mitjançant cúpula de mitja taronja, amb teula romana vidrada en color blau. Els altars del creuer són de major grandària que els de la nau i la seua decoració en estuc simula materials nobles. El paviment de l'església és de marbre blanc i gris blavenc.

#### Presbiteri
El presbiteri té planta quadrada i en ell se situa l'altar principal, entre quatre columnes del mateix ordre que la resta de la nau i que sustenten el mateix entaulament. Aquestes guarden la mateixa disposició d'arc de triomf que en la façana i porten una pàtina que imita els tons verds i foscos del marbre, els quals estan daurats els seus capitells corintis. Als carrers laterals destaquen les escultures de Santiago Baglieto notable artista del segle xix, que va treballar a Múrcia i Oriola, Sant Miquel i Sant Rafael, sobre les quals es troben les de l'escultor José María Sánchez Lozano (1904-1995), Santa Clara i Sant Francesc de Sales. A l'origen es trobaven quatre llenços, en el costat de l'evangeli, Sant Antoni de Pàdua i el Sagrat Cor de Jesús adorat pels Àngels, i en el costat de l'epístola, Sant Francesc de Sales lliurant les Constitucions a Santa Joana Xantal i la Visitació, titular de l'Ordre. A la seua esquerra, queda el buit que serveix de connexió amb el cor de clausura i a la dreta, la porta que comunica amb la sagristia. Existeix un altre cor que se situa per sobre del primer tram als peus de la nau principal.

#### Façana
La façana de l'església és de composició plana. Mitjançant l'ocupació de quatre pilastres de fust llis de marbre roig, recolzades en un sòcol corregut de marbre fosc, queda dividit el front en tres trams. El tram central és més ample, conté el buit d'accés rectangular, rematat mitjançant arc de mig punt de marbre negre, amb una cornisa sostinguda per dues mènsules sobre el mateix a manera de guardapols i per damunt una gran finestra enreixada. Els trams laterals tenen dues fornícules superposades, que es troben ocupades per escultures. A l'esquerra es troben les imatges de Sant Francesc de Sales i Sant Carles Borromeo i a la dreta Santa Joana de Xantal i Sant Francesc d'Assís. Un frontó triangular, el timpà del qual ostenta un gran escut nobiliari amb les armes dels fundadors, d'Espanya i Portugal, corona l'entaulament a manera de rematada de la façana. Per sobre del frontó es troben dos xicotets cossos de campana, retirats del plànol general de la façana, amb forma de petit templet de quatre costats i coberts per una teulada a quatre aigües de teules vidrades blaves. Les escultures són obra també de Santiago Baglieto. Aquestes, al costat de les de l'altar major, són les úniques d'aquest autor que es conserven a Oriola, ja que la resta van ser destruïdes en la guerra civil de 1936. Una solució similar a la seua façana és la que va presentar l'arquitecte Vicent Ferrer a la Reial Acadèmia de Belles arts de Sant Carles l'any 1807 i que havia de conéixer Fra Antoni de Benimassot. Aquesta sembla inspirada en les portades d'esglésies com la del Redemptor de Venècia d'Andrea Palladio i Sant Andreu de Màntua d'Alberti.

#### Obres artístiques destacables
La decoració interior va ser a càrrec del més prestigiós pintor acadèmic de l'època, el valencià Vicent López Portaña, «el més famós i destacat pintor acadèmic», segons Vicent Aguilera Cerni i «el més representatiu pintor de l'època», d'acord amb Carmen Gracia, gràcies a que en aquest moment era pintor de cambra i s'ocupava d'encàrrecs reials amb el seu fill Luis com a col·laborador.
Els llenços encarregats responien al programa iconogràfic imposat per la infanta Maria Francesca, el qual exalta l'ideari de l'orde franciscà juntament amb els sants patrons dels fundadors, Sant Carles Borromeo i Santa Elisabet de Portugal. José Luis Díez atribueix sis llenços a Vicent López, quatre al seu fill Luis i un altre d'ells a un dels seus fills sense concretar.
El conjunt de l'església i façana ofereixen gran homogeneïtat i harmonia en la seua composició i s'emmarca dins de l'arquitectura d'estil academicista que deriva de les propostes neoclàssiques.